# Quainton Road Station
Quainton Road railway station er en station i Buckinghamshire 71 km fra London. Den åbnede i 1868 i et ubebygget landområde ved Quainton. Stationen blev bygget af Aylesbury and Buckingham Railway efter pres fra hertugen af Buckingham, som gerne ville have jernbanen i nærheden af sit hjem i Wotton House og have en jernbanestation så tæt som muligt herfra. Da den betjente et forholdsvis ubeboet område, var Quainton Road en beskeden station, som blev beskrevet som "ekstremt primitiv".
Efter at stationen var blevet åbnet, byggede hertugen af Buckingham en kort hestetrukket sporvej, som skulle hjælpe til ved transporten af varer mellem hans godser i Wotton og stationen på Quainton Road. Snart efter blev den hestetrukne sporvej forlænget for at give mulighed for persontransport fra byen Brill, og sporvejen blev ombygget til drift med lokomotiver, og blev kendt som Brill Tramway. Alle varer til og fra Brill Tramway passerede gennem Quainton Road station, hvilket gjorde den til en forholdsvis travl station, på trods af dens afsides placering. Aktiviteten voksede yderligere da byggeriet af Ferdinand de Rothschilds gods Waddesdon Manor blev indledt. Det blev foreslået at forlænge Brill Tramway til Oxford, hvilket ville have gjort Quainton Road til en stor krydsningsstation, men planerne blev opgivet. I stedet blev Aylesbury and Buckingham Railway og Brill Tramway opslugt af Londons Metropolitan Railway (MR), som allerede drev linjen fra Aylesbury til London. MR ombyggede Quainton Road station og flyttede den til en mere hensigtsmæssig placering, hvilket gjorde det muligt at fortsætte direkte fra Brill Tramway til Aylesbury and Buckingham Railway. Da Great Central Railway (GCR) åbnede fra Nordengland blev Quainton Road en betydelig krydsbanegård hvor tog mødtes fra fire retninger og langt den mest benyttede af MR's stationer på landet.
I 1933 overgik Metropolitan Railway til offentligt eje og blev til Metropolitan Line i London Underground, og på trods af afstanden til London blev Quainton Road en del af London Transport systemet. Ledelsen af London Transport var imidlertid ikke interesseret i godstransport, og så ingen mulighed for at omdanne de landlige dele af MR systemet til levedygtige passagerruter. I 1935 blev Brill Tramway lukket og fra 1936 ophørte London Underground med at betjene stationen, således at GCR herefter var den eneste operatør, som fortsat benyttede stationen, selv om London Underground betjeningen blev genoptaget i en kort periode i 1940'erne. I 1958 blev passagertogene indstillet på det meste af GCR. Tog betjente fortsat Quainton Road i en kort periode herefter, men i 1963 ophørte passagerbetjeningen og i 1966 også godsbetjeningen og stationen blev lukket.
I 1969 blev Quainton Road Society dannet med det formål at bevare stationen. I 1971 opslugte Quainton Road Society London Railway Preservation Society og overtog deres samling af historisk jernbanemateriel. Stationen blev fuldt restaureret og åbnet som museum, Buckinghamshire Railway Centre. Udover de originale stationsbygninger har museet også købt den tidligere Oxford Rewley Road railway Station og en London Transport bygning fra Wembley Park, som begge er blevet genopført på stedet. Selv om der ikke stopper tog regelmæssigt ved stationen, er den stadig forbundet med jernbanenettet. Godstog kører stadig gennem stationen og persontog holder stadig ved stationen ved særlige arrangementer på Buckinghamshire Railway Centre.

## Oprindelse
Den 15. juni 1839 åbnede entreprenør og tidligere parlamentsmedlem for Buckingham Sir Harry Verney, 2. Baronet Aylesbury jernbanen. Den blev bygget under ledelse af Robert Stephenson, og forbandt London and Birmingham Railways Cheddington railway Station på West Coast Main Line med Aylesbury High Street railway Station i det østlige Aylesbury, den første jernbanestation i Aylesbury Vale. Den 1. oktober 1863 åbnede Wycombe Railway en sidelinje fra Princes Risborough railway Station til Aylesbury railway Station i den vestlige ende af Aylesbury,hvilket betød at Aylesbury blev endestation for to små sidelinjer, som var uden forbindelse.
I mellemtiden, nord for Aylesbury, blev Buckinghamshire Railway bygget af Sir Harry Verney. Den bestod af en strækning, som forløb nogenlunde fra sydvest til nordvest fra Oxford til Bletchley og en anden strækning som forløb mod sydøst fra Brackley via Buckingham og mødtes med Oxford–Bletchley linjen nogenlunde halvvejs. Den første etape åbnede den 14. maj 1850, og hele linjen blev åbnet den 20. maj 1851. Buckinghamshire Railway havde til hensigt at forlænge linjen sydpå og nå deres station i Aylesbury, men denne forlængelse blev ikke bygget.
Hertugen af Buckingham var i alvorlige økonomiske vanskeligheder i midten af det 1800-tallet. Hans far havde brugt store summer på kunst, kvinder og forsøg på at påvirke valg, og i 1847 havde han øgenavnet "verdens største debitor". Over 16.000 ha af familiens 22.000 ha store ejendom og deres London bolig Buckingham House blev solgt for at dække gælden og familiesædet Stowe House blev konfiskeret af fogeden som sikkerhed og bohavet solgt. Den eneste ejendom familien havde tilbage var det forholdsvis lille Wotton House og de tilhørende jorder omkring Wotton Underwood i Buckinghamshire. Dybt forgældede forsøgte de at finde måder at maksimere udbyttet af deres resterende jord ved Wotton og finde forretningsmuligheder indenfor tung- og maskinindustri. Richard Plantagenet Campbell Temple-Nugent-Brydges-Chandos-Grenville (med titlen Marquess of Chandos efter at hans bedstefar Richard Temple-Nugent-Brydges-Chandos-Grenville, 1. hertug af Buckingham and Chandos var død i 1839) blev udpeget til formand for London and North Western Railway (LNWR) den 27. maj 1857. Efter hans fars død den 29. juli 1861 blev han den 3. hertug af Buckingham and Chandos, og trådte tilbage som formand for LNWR og vendte tilbage til Wotton House for at styre familiens resterende ejendomme.

## Aylesbury and Buckingham Railway
Den 6. august 1860 oprettedes Aylesbury and Buckingham Railway (A&B), med den 3. hertug (som da stadig var Marquess of Chandos) som formand for bestyrelsen og Sir Harry Verney næstformand ved en parlamentsbeslutning med det formål at forbinde Buckinghamshire Railway (som nu blev drevet af LNWR) med Aylesbury. den 2. hertug brugte sin indflydelse til at sikre at den nye rute kom til at passere Quainton, som lå i nærheden af hans resterende godser ved Wotton, i stedet for ad den mere direkte linje gennem Pitchcott. Den nye linje var plaget af finansielle vanskeligheder og tog over otte år at bygge, men til sidst blev den åbnet den 23. september 1868. Den nye strækning var forbundet til Wycombe Railways station i Aylesbury og bandt de eksisterende Buckinghamshire Railway linjer sammen på det punkt hvor Oxford–Bletchley linjen og linjen til Buckingham allerede mødtes. En ny krydsningsstation blev bygget på det sted hvor linjerne mødtes. Da der ikke var en by i nærheden, som stationen kunne opkaldes efter, fik den navnet Verney Junction railway Station efter Sir Harry som ejede jorden hvorpå den blev bygget. Aylesbury havde nu jernbanelinjer mod øst, nord og sydvest, men ingen mod sydvest til London og kanalhavnene.
Quainton Road station blev bygget i en kurve på strækningen der hvor den var tættest på hertugens ejendomme i Wotton.  Den lå 10 km nordvest for Aylesbury, sydvest for den lille landsby Quainton og lige nordvest for vejen mellem Quainton og Akeman Street. Jernbanen mod Aylesbury krydsede vejen over en jernbaneoverskæring lige sydøst for stationen. Aylesbury and Buckingham Railway havde brugt de fleste af deres sparsomme midler på byggeriet af selve jernbanen. Detaljer om udformningen af den oprindelige Quainton Road station er gået tabt, men det er sandsynligt, at havde en enkelt platform af jord overdækket med tømmer og minimale bygninger. I 1890 blev den beskrevet som ekstremt primitiv.

## Wotton Tramway
Da jernbanen nu passerede tæt på godset Wotton House ved Quainton Road besluttede den 3. hertug at bygge en lille landbrugsbane der skulle forbinde godset med den nye jernbane.  Banen var udelukkende tænkt til transport af byggematerialer og landbrugsprodukter, og det var ikke meningen at den skulle transportere passagerer. Banen skulle forløbe nogenlunde i sydvestlig retning fra Quainton Road til en ny station nær Wotton Underwood. Lige vest for stationen i Wotton blev banen delt. Et spor skulle fortsætte vestpå til Wood Siding nær Brill. En andet kort spor, kaldet Church Siding skulle fortsætte mod nordvest ind i selve landsbyen Wotton Underwood og ende nær sognekirken. Et sidespor på 2,8 km skulle fortsætte nordpå til et kulbrud ved Kingswood.
Byggeriet startede den 8. september 1870. Banen blev bygget så billigt som muligt, med de billigste materialer til rådighed og så vidt muligt med kurver rundt om bakker for at undgå dyre jordarbejder. Stationerne var 15 cm høje jordbunker holdt på plads med træplanker. Da hertugen havde til hensigt at bruge heste til at trække vognene blev der anvendt sveller som var placeret i samme retning som sporene for at mindske risikoen for at hestene snublede.
Den 1. april blev strækningen mellem Quainton Road og Wotton formelt åbnet af hertugen af Buckingham ved en kort ceremoni. Da den åbnede havde linjen ikke fået noget navn, om end den internt blev omtalt som "The Quainton Tramway" . Forlængelsen fra Wotton til Wood Siding var færdig den 17. juni 1871. Af kilderne fremgår det ikke hvornår den nordlige bane til Kingswood blev åbnet, men den var ikke helt åben i februar 1873. London and North Western Railway begyndte straks at sendte tog fra Quainton Road med tre vogne om ugen med mælk fra Wotton godset, som blev kørt til deres endestation i London ved Broad Street. Kun ansatte på godset og personer som ledsagede kreaturer fik lov at køre med.
Sporvejen havde ikke forbindelse til Aylesbury and Buckingham railway, men havde sin egen station ved Quainton Road i en ret vinkel på A&B's linje. En drejeskive på 4 meter i diameter for enden af sporvejen udgjorde forbindelse til et spor fra A&B's linje. Dette spor løb bag vareskuret og løb ud i A&B linjen nordvest for vejen. Sporvejen havde ingen egne bygninger ved Quainton Road, men brugte A&B's faciliteter når det var nødvendigt. Da sporvejen forløb på østsiden af vejen overfor station havde dette spor sin egen overskæring for at nå hovedlinjen. I 1871 blev der givet tilladelse til at bygge en direkte forbindelse mellem de to linjer, men den blev ikke bygget.

### Udvidelse af Wotton Tramway
I slutningen af 1871 ansøgte beboerne i Brill, den tidligere residensby for kongerne af Mercia og eneste større by i nærheden af Wotton House, hertugen om at forlænge banen til Brill og åbne for passagertrafik. I januar 1872 blev der for første gang offentliggjort en passagerkøreplan, og banen fik officielt navnet "Wotton Tramway". (Trods det var den i almindelighed kendt som "Brill Tramway" fra den blev ændret til passagerdrift til dens lukning.) Den nye endestation Brill railway Station åbnede i marts 1872. Da heste ikke kunne klare de læs, der blev fragtet blev Wotton Tramway opgraderet til at bruge lokomotiver. Det lette spor og med langsliggende sveller begrænsede vægten på lokomotiverne til 9 ton, hvilket var mindre end næsten alle lokomotiver, der dengang var på markedet, og det var derfor ikke muligt at anvende standard lokomotiver. To lokomobiler, som var var ombygget til brug på jernbaner blev købt fra Aveling and Porter til en pris på omkring £398 hver. De blev valgt på grund af deres vægt og driftssikkerhed og havde en topfart på kun 13 km/t, så det tog 95–98 minutter at tilbagelægge de 10 km mellem Brill og Quainton Road, en gennemsnitshastighed på 6,4 km/t.
Banen blev brugt meget til transport af mursten fra teglværkerne omkring Brill, og kreaturer og mælk fra mejeribrugene på Wotton godset. I 1875 blev der transporteret omkring 180.000 liter mælk om året. Den indgående fragt af oliekager til mejeribrugene og kul til områdets huse havde også stor betydning for banen. Banen begyndte også at fragte store mængder husdyrgødning fra London til områdets gårde – således 3.200 ton i 1872. Da den fysiske forbindelse mellem sporvejen og jernbanenettet var Quainton Road station passerede næsten al denne trafik gennem denne station.
I midten af 1870'erne erkendte man at Aveling and Porter lokomotivernes langsomme hastighed og deres manglende driftssikkerhed og manglende evne til at klare store læs var et stort problem for sporvejen. I 1874 købte Ferdinand de Rothschild en område på 1.100 ha i nærheden af sporvejens Waddesdon station hvor han planlagde at bygge sit landsted Waddesdon Manor. Sporvejens ledelse erkendte at byggeriet ville føre til en betydelig forøgelse af godsmængden og at de nuværende maskiner ikke ville kunne klare opgaven. Det nystartede ingeniørfirma tilhørende W. G. Bagnall skrev til hertugen og tilbød at leje ham et lokomotiv på prøve. Tilbuddet blev accepteret og den 18. december 1876 blev lokomotivet leveret. Afprøvningen forløb generelt tilfredsstillende og en ordre blev afgivet på et lokomotiv fra Bagnall til £640, som blev leveret den 28. december 1877. Da togene på Brill–Quainton Road ruten nu blev fremført med det mere avancerede Bagnall lokomotiv (Kingswood sidesporet vedblev med at blive betjent af heste og ind imellem med Aveling and Porter lokomotiverne), voksede trafikken hurtigt. De afgørende tal for mælketransporten voksede fra 170.000 liter i 1875 til 260.000 liter i 1879, og i 1877 fragtede sporvejen i alt 21.331 ton gods. I starten af 1877 blev sporvejen for første gang medtaget i Bradshaws kort over jernbanelinjer og fra maj 1882 medtog Bradshaw også sporvejens køreplan.
Selv om indkøbet af Bagnall lokomotiver og trafikken som blev genereret af byggeriet af Waddesdon Manor havde forbedret linjens situation var den stadig i alvorlige økonomiske vanskeligheder. Den eneste forbindelse med jernbanenettet var over en drejeskive på Quainton Road. Selv om den 3. hertug af Buckingham ejede sporvejen og var formand for Aylesbury and Buckingham Railway, anså ledelsen af A&B sporvejen for at være en plage, og i 1870'erne førte den en politik om at opkræve urimelig høje rater for gennemgående trafik mellem sporvejen og hovedlinjen ved Quainton Road med det formål at tvinge sporvejen til at lukke. A&B togene på Quainton Road undgik med vilje forbindelsen med sporvejen, hvilket betød at den mælk, der var blev sendt til Quainton Road blev usælgelig. Wotton Tramway søgte juridisk bistand og fik at vide, at hertugen formentlig ville vinde en sag mod A&B. A&B var imidlertid i en så dårlig økonomisk situation, at hvis de tabte en sådan retssag ville det formentlig have betydet at linjen gennem Quainton Road måtte lukke, hvorved sporvejens forbindelse til jernbanenettet ville blive helt afbrudt. Mange af de passagerer, som benyttede sporvejen skiftede tog på Quainton Road for at fortsætte deres rejse med A&B. I 1885 skiftede 5.192 passengerer tog mellem A&B og sporvejen ved Quainton Road. Sporvejens ledelse foreslog, at A&B subsidierede sporvejen med £25 om måneden for at passagertrafikken kunne fortsætte, men A&B gik kun ind på at betale £5 om måneden. I midten af 1880'erne havde sporvejen vanskeligt ved at dække driftsomkostningerne på såvel gods som passsagerdriften.

## Metropolitan Railways overtagelse af Aylesbury and Buckingham Railway
I 1837 åbnede Euston Station, den første jernbanestation som forbandt London med industriområderne i West Midlands og Lancashire. Parlamentet forløb jernbanedrift i selve London, og derfor blev stationen bygget på det der dengang var den nordlige udkant af byen. Snart fulgte andre endestationer Paddington (1838), Bishopsgate (1840), Fenchurch Street (1841), King's Cross (1852) og St Pancras (1868). De blev alle bygget udenfor byområdet, hvilket gjorde dem vanskelige at komme til.
Charles Pearson (1793–1862) havde omkring 1840 fremlagt tanken om en undergrundsjernbane, som skulle forbinde byens centrum (City of London) med de forholdsvis fjerntliggende endestationer på hovedlinjerne. Byggeriet begyndte i 1860. Den 9. januar 1863 åbnedes linjen som Metropolitan Railway (MR), verdens første undergrunds passagerbane. MR blev en succes, og voksede støt ved at forøge sit eget skinnenet og opkøbe andre lokalbaner i området nord og vest for London. I 1872 blev Edward Watkin (1819–1901) udpeget til selskabets formand. Som direktør for mange jernbaneselskaber havde han en vision om at samle en række jernbaneselskaber og skabe et samlet net, som strakte sig fra Manchester via London til en planlagt kaneltunnel og videre til Frankrig. I 1873 indledte Watkin forhandlinger om at overtage kontrollen over Aylesbury and Buckingham Railway og den del af det tidligere Buckinghamshire Railway som løb nordpå fra Verney Junction til Buckingham. Han planlagde at forlænge MR nordop fra London til Aylesbury og forlænge sporvejen mod sydvest til Oxford, og således skabe en gennemgående linje mellem London og Oxford. Jernbaneforbindelsen mellem Oxford og London var dengang meget ringe, og selv om det stadig var noget af en omvej, ville det have været den korteste vej fra London til Oxford, Aylesbury, Buckingham og Stratford-upon-Avon. Hertugen af Buckingham var begejstret for ideen, og der blev indsendt en ansøgning til parlamentet. Parlamentet delte ikke begejstringen og i 1875 blev Buckinghamshire and Northamptonshire Union Railway Bill afvist. Watkin fik imidlertid i 1881 lov til at forlænge MR til Aylesbury.

## Planen om forlængelse af Wotton Tramway til Oxford
Da forlængelsen af MR til Aylesbury var blevet godkendt, fremlagde hertugen af Buckingham i marts 1883 sine egne planer om at forlænge Wotton Tramway til Oxford. Drejeskiven på Quainton Road skulle fjernes og erstattes af et skiftespor syd for den eksisterende drejeskive for at muliggøre gennemkørsel af tog. Den eksisterende strækning mellem Quainton Road og Brill skulle rettes ud og forbedres til standarden for hovedlinjer, og det lidet benyttede stationer ved Waddesdon Road og Wood Siding skulle nedlægges. Fra Brill skulle banen passere en 1500 meter lang tunnel gennem Muswell Hill syd for Brill, og videre gennem Boarstall inden den krydsede ind i Oxfordshire ved Stanton St. John. Fra Stanton St. John skulle linjen fortsætte til udkanten af Oxford ved Headington, inden den sluttede i en station, der skulle bygges i baghaven til nr. 12 High Street, St Clement's, nær Magdalen Bridge.
Med en længde på 37 km ville linjen have været langt den korteste mellem Oxford og Aylesbury, sammenlignet med de 45 km ad Great Western Railway (GWR), som havde opslugt Wycombe Railway, og 54 km ad Aylesbury and Buckingham Railway og LNWR. Parlamentets godkendelse blev godkendt af dronningen den 20. august 1883, og det nye Oxford, Aylesbury and Metropolitan Junction Railway Company, og som havde hertugen af Buckingham, Ferdinand de Rothschild og Harry Verney blandt sine bestyrelsesmedlemmer blev etableret. Planen faldt i det voksende Metropolitan Railways interesse, og de betalte for den undersøgelse af linjeføringen som skulle gennemføres.
Selv om planen havde mægtige støtter blev investorerne afskrækket af den dyre tunnel gennem Muswell Hill og selskabet havde svært ved at skaffe kapital. Ferdinand de Rothschild lovede at låne selskabet penge til gengæld for et løfte om at den ombyggede linje kom til at indeholde en passagerstation ved Westcott og at hertugen ville presse Aylesbury and Buckingham Railway til at åbne en station på deres linje hvor den var nærmest på Waddesdon Manor. Waddesdon Manor railway station blev som følge heraf åbnet den 1. januar 1897.

## Oxford &Aylesbury Tramroad
Det nye selskab kunne ikke skaffe tilstrækkelige midler til at begynde bygningen af forlængelsen til Oxford, og havde kun fået en frist på fem år af Parlamentet. Den 7. august 1888, mindre end to uger inden tilladelsen ville udløbe fik bestyrelsen for Oxford, Aylesbury and Metropolitan Junction Railway Company kongelig tilladelse til en ændret og meget billigere udgave af planen. Med navnet Oxford & Aylesbury Tramroad (O&AT) forudså den nye plan at forlængelsen blev bygget efter de samme lette specifikationer som den eksisterende sporvej.
Den 26. marts 1889 døde den 3. hertug af Buckingham and Chandos i en alder af 65 år,. På dette tidspunkt var byggeriet af MR forlængelsen fra London til Aylesbury godt i gang og den 1. juli 1891 overtog MR formelt Aylesbury and Buckingham Railway. Sir Harry Verney døde den 12. februar 1894, og den 31. marts 1894 overtog MR driften af A&B fra GWR. Den 1. juli 1894 var forlængelsen af MR til Aylesbury færdig, så MR fik en udelt strækning fra London til Verney Junction. MR gik i gang med et program for opgradering og ombygning af stationerne langs den nyligt anskaffede strækning.
Byggeriet af strækningen fra Brill til Oxford var endnu ikke startet. Yderligere parlamensbeslutninger i 1892 og 1894 flyttede lidt på den foreslåede linjeføring og tillod at den kunne blive elektrificeret, men der blev ikke arbejdet på linjen – bortset fra nogle indledende undersøgelser. Den 1. april 1894, mens det stadig var hensigten at gennemføre den foreslåede forlængelse til Oxford, udnyttede O&AT en paragraf i loven fra 1888 og overtog Wotton Tramway. Arbejdet på at opgradere ruten blev indledt som forberedelse til forlængelsen. Sporet mellem Quainton Road og Brill blev lagt om med bedre skinner på almindelige sveller i stedet for de oprindelige spinkle skinner og langsliggende sveller. Omkring dette tidspunkt blev to Manning Wardle lokomotiver taget i brug for på linjen.

## Forlægning
Ombygningen af Brill Tramway betød en stor forbedring af hastighederne og forkortede rejsetiden mellem Quainton Road og Brill til mellem 35 og 43 minutter. Indbyggertallet i området var stadig lavt, i 1901 havde Brill kun 1.206 indbyggere. Passagertrafikken forblev en relativt ubetydelig del af sporvejens aktivitet. I 1898 var indtægten fra passagerer kun £24 om måneden
Quainton Road station havde ikke ændret sig meget siden den blev bygget af A&B i 1868, og i 1890 blev den af The Times beskrevet som "en af de mest primitive stationer på De britiske Øer". Mens strækningen til Brill blev opgraderet ombyggede og flyttede MR stationen på Quainton Road som led i deres forbedringsprogram, hvorved der blev frigjort plads til en direkte forbindelse mellem den tidligere Aylesbury and Buckingham Railway og O&AT. Den nye station blev flyttet til sydvest for vejen på samme side som drejeskiveforbindelsen til sporvejen.
 Den nye Quainton Road station havde to perroner ved den tidligere A&B line og en tredje perron til tog til Brill. I 1896 blev den baneoverskæringen ved stationen erstattet med en vejbro over jernbanen.
 En kurve mellem den tidligere Aylesbury and Buckingham Railway og Brill Tramway blev åbnet den 1. januar 1897, hvilket gjorde det muligt at overføre tog mellem de to linjer uden at man behøvede at flytte lokomotiv og vogne en for en over drejeskiven. Metropolitan Railway gjorde en stor indsats for at øge passagertrafikken på linjen. Fra 1910 til 1914 var der indsat Pullman vogne på strækningen mellem MR's endestation i London Aldgate og Verney Junction station, med stop i Quainton Road, og et luksushotel blev bygget i den nye landsby Verney Junction.

## Metropolitan Railways overtagelse af Oxford & Aylesbury Tramroad
I 1899 havde Metropolitan Railway og Oxford & Aylesbury Tramroad Company et nært samarbejde. Selv om den eksisterende linje var blevet opgraderet som forberedelse til forlængelsen til Oxford og var blevet godkendt som jernbane i 1894 var byggeriet af forlængelsen endnu ikke startet. Den 27. november aftaltee MR at leje sporvejen fra O&AT for et årligt beløb på £600 med en option til at købe linjen. Fra 1. december 1899 overtog MR hele driften af sporvejen. O&AT's eneste passagervogn – et levn fra Wotton Tramway tiden fik fjernet sine hjul og blev brugt som hytte for strækningsarbejderne på stationen i Brill. En ældre Brown, Marshalls and Co passengervogn blev overført til linjen som erstatning og en et stykke af hver perron blev hævet med jord og gamle sveller for at man kunne nå de højeresiddende døre.
Metropolitan Railway D Class locomotiver der blev indsat af MR for at forbedre kørslen på den tidligere sporvejslinje, beskadigede sporet, og i 1910 blev sporet mellem Quainton Road og Brill lagt om til MR standard med gamle skinner, som var blevet fjernet fra det indre af London, men som stadig blev anset for brugbare til let brug på en landlig sidelinje. Efter denne opgradering af sporet blev hastighedsgrænsen på banen sat op til 40 km/t. Metropolitan Railway var utilfreds med præstationerne og sikkerheden ved D Class lokomotiverne og solgte dem til andre jernbaneselskaber mellem 1916 og 1922 og erstattede dem med Metropolitan Railway A Class lokomotiver.

## Great Central Railway
I 1893 fik en andet af Edward Watkin's jernbaner, Manchester, Sheffield and Lincolnshire Railway, tilladelse til at bygge en ny 147 km lang linje fra dens eksisterende station i Annesley i Nottinghamshire sydpå til Quainton Road. Watkin havde haft planer om at fremføre tog fra Manchester og Sheffield via Quainton Road og ad Metropolitan Railway til MR's station i Baker Street. Efter at Watkin var gået på pension i 1894 fik Manchester, Sheffield and Lincolnshire Railway tilladelse til en egen station nær Baker Street i Marylebone og linjen blev omdøbt til Great Central Railway (GCR). Den nye linje havde forbindelse til den eksisterende MR lige nord for Quainton Road, og blev åbnet for passagerdrift den 15. marts 1899.
Selv om den betjente et tyndtbefolket område betød åbningen af GCR at Quainton Road blev en vigtig krydsningsstation hvor fire jernbanelinjer mødtes. Antallet af passagerer, som benyttede stationen steg kraftigt. Den havde mange passagerer sammenlignet med andre stationer i området. I 1932, det sidste år med privat drift, havde stationen 10.598 passagerrejsende og indtjente i alt £601 i billetindtægter.
De 10.598 passagerrejsende i 1932 gjorde Quainton Road til langt den mest travle af Metropolitan Railways passagerstationer på landet nord for Aylesbury. Til sammenligning havde den afsidesliggende Verney Junction railway station kun 943 passagerer det samme år, og de fem andre stationer på Brill Tramway havde 7.761 passagerer til sammen.

### Great Western and Great Central Joint Railway
Efter Watkins pensionering blev forholdet mellem Great Central Railway og Metropolitan Railway meget dårligt. GCR's rute til London passerede over MR linjer fra Quainton Road til London, og for at mindske afhængigheden af det fjendtlige MR, besluttede den administrerende direktør for GCR William Pollitt at etablere en forbindelse til Great Western Railway for at få en anden rute til London udenom MR. I 1899 begyndte Great Western and Great Central Joint Railway at bygge en ny strækning, som almindeligvis blev kaldt the Alternative Route, som forbandt GWR's station i Princes Risborough til den nye Great Central line. Linjen gik fra Princes Risborough nordpå for at møde Great Central i Grendon Underwood, omkring 5 km nord for Quainton Road, og således udenom Quainton Road.
Selv om det formelt var et selvstændigt firma blev den nye linje i praksis drevet som en del af Great Central Railway. En betydelig del af GCR's trafik til og fra London blev flyttet over på the Alternative Route, hvilket reducerede betydningen af Quainton Road som krydsningsstation og gjorde MR's jernbanedrift mindre profitabel.

## London Transport
Den 1. juli 1933 blev Metropolitan Railway sammen med London's andre undergrundsbaer, bortset fra den korte Waterloo & City Railway, overtaget af det offentlige som en del af det nydannede London Passenger Transport Board (LPTB). Så på trods af at den lå 70 km fra London,
blev Quainton Road formelt en del af London Underground netværket.  På dette tidspunkt var ruterne fra Quainton Road til Verney Junction og Brill i alvorlig tilbagegang. Konkurrence fra de nyere linjer og forbedret lastbiltransport havde fjernet meget af trafikgrundlaget, og tog til Brill kørte ofte uden en eneste passager.
Frank Pick, der var administrerende direktør for Underground Group fra 1928 og administrerende direktør for LPTB sigtede mod at ændre driften væk fra godstransport i retning af koncentrere om elektrificering og forbedring af de vigtigste ruter i London. Han mente ikke, at linjerne på den anden side af Aylesbury via Quainton Road til Brill og Verney Junction havde nogen fremtid som levedygtige passagerruter. Den 1. juni 1935 indgav London Passenger Transport Board det krævede 6 måneders varsel til Oxford & Aylesbury Tramroad Company om at den havde til hensigt helt at indstille driften af Brill Tramway.

## Lukning
Det sidste ordinære passagertog på Brill Tramway kørte fra Quainton Road om eftermiddagen den 30. november 1935. Hundreder af mennesker var samlet, og et antal medlemmer af Oxford University Railway Society rejste fra Oxford i et forsøg på at købe den sidste billet. Ledsaget af fyrværkeri og tågesignaler kørte toget til Brill, hvor passagererne stillede op til fotografering. Sent på aftenen kørte et arbejdstog med to vogne fra Brill, ledsaget af et orkester med et hvidt flag som spillede Auld Lang Syne. Toget stoppede ved alle stationer på ruten og opsamlede personale, dokumenter og værdigenstande fra hver. Klokken 23.45 ankom toget til Quainton Road, hvor det blev modtaget af hundreder af lokale og jernbaneentusiaster. Præcis ved midnat blev sporet som forbandt sporvejen med hovedsporet ceremonielt afbrudt.
Quainton Road station forblev åben, men med lukningen af Brill Tramway var den ikke længere en vigtig krydsningsstation. En forbindelse mellem Great Central Railway og den tidligere Buckinghamshire Railway ved Calvert blev åbnet i 1942, hvilket betød, at den oprindelige rute til Verney Junction kun var en omvej. Den blev lukket for passagerer den 6. juli 1936. London Transport ophørte med at køre passagerer længere end til Aylesbury så det tidligere GCR, der fra 1923 var en del af London and North Eastern Railway som den eneste jernbane der havde passagertog, der standsede i Quainton Road.
London Transport mindskede ruten mellem Quainton Road og Verney Junction til et enkelt spor i 1939–40. LT fortsatte med at drive godstrafik indtil den 6. september 1947, hvor den oprindelige Quainton Road–Verney Junction rute blev lukket, hvilket efterlod den tidligere GCR rute fra Aylesbury via Rugby som den eneste forbindelse, der fortsat benyttede Quainton Road. London Transport betjeningen blev kortvarigt genetableret i 1943 med forlængelsen af Metropolitan Line's London–Aylesbury betjening til Quainton Road, men denne betjening ophørte igen i 1948.
Quainton Road station lukkede for passagerer den 4. marts 1963 og for gods den 4. juli 1966. Den 3. september 1966 blev den tidligere GCR strækning fra Aylesbury til Rugby opgivet, således at kun strækningen fra Aylesbury til Calvert gennem Quainton Road forblev åben for godstog. Denne tilbageværende strækning blev indskrænket til et spor kort efter. Signalposten på Quainton Road blev opgivet den 13. august 1967, og sporforbindelsen til godsbanearealet blev fjernet.

## Restaurering
Mens andre lukkede stationer på den tidligere Metropolitan Railways linjer nord for Aylesbury generelt blev revet ned eller solgt, blev der i 1969 dannet Quainton Railway Society for at drive et arbejdende museum på stationen. Den 24. april 1971 overtog societetet formelt London Railway Preservation Society og overtog dennes samling af historisk jernbaneudstyr. Stationen blev vedligeholdt i funktionsdygtig stand og brugt som boghandel og billetkontor, og sidesporene, som stadig var intakte uden at være forbundet med hovedsporet — blev brugt til restaurering af lokomotiver.
Quainton Railway Society (som stadig driver stationen som Buckinghamshire Railway Centre) restaurerede hovedbygningen på stationen til dens udseende i 1900. En mindre bygning på den tidligere Brill perron, som engang var et læskur for passagerer der ventede på Brill og Down Line tog blev i starten brugt som lager, så som butik i en årrække og i dag anvendes den til at vise en udstilling om historien om Brill Tramway. En tidligere London Transport bygning fra Wembley Park blev pillet ned og genopbygget ved Quainton Road til brug som vedligeholdelsesskur. I 1988 blev stationen en kort overgang anvendt til passagertrafik da der blev indført særlige juleindkøbstog mellem Aylesbury og Bletchley railway Station. Disse tog kørte kun om lørdagen og stoppede ved Quainton Road.
Oxford Rewley Road railway Station, the Oxford terminus of Harry Verney's Buckinghamshire Railway and of the Oxford to Cambridge Line, had closed to passengers on 1 October 1951 with all services to Oxford from then on diverted into the former GWR station at Oxford General (the current Oxford railway station). In co-operation with the Science Museum Oxford Rewley Road station was dismantled in 1999, the main station building and part of the platform canopy were moved to Quainton Road for preservation with the opportunity taken to house improved visitor facilities and the main shop and office of the Buckinghamshire Railway Centre thus maintaining it as a working building. A number of former Ministry of Supply food warehouses in what is now the extended Down Yard of the station have been converted for various uses by the Society including storage and exhibition of rolling stock.
Although the Buckinghamshire Railway Centre's steam trains run on the sidings which were disconnected from the network in 1967, the station still has a working railway line passing through it which is also used for occasional special passenger trains from Aylesbury in connection with events at the Buckinghamshire Railway Centre. The regular freight services are mainly landfill trains from waste transfer depots in Greater London to the former brick pits at Calvert.
As one of the best-preserved period railway stations in England, Quainton Road is regularly used as a filming location for period drama, and programmes such as The Jewel in the Crown, the Doctor Who episode Black Orchid and Midsomer Murders have been filmed there. Skabelon:As of the Buckinghamshire Railway Centre are negotiating for a reconnection of the link between their sidings and the line through the station to allow their locomotives to run to Aylesbury when the line is not in use by freight trains, and to rebuild part of the Brill Tramway between Quainton Road and Waddesdon Road.